# Eduardo Cubells
Eduardo Cubells Ridaura (* 17. Januar 1900 in Valencia; † 13. März 1964 in Valencia) war ein spanischer Fußballspieler und -trainer.

## Karriere

### Als Spieler
Cubells wurde im Viertel Algirós der Stadt Valencia geboren und spielte in seiner Jugend und zu Beginn seiner Karriere für verschiedene Fußballvereine der Region, so auch für Español de Valencia, den Vorgängerverein des FC Valencia. Nachdem er mit seiner Familie nach Andalusien gezogen war, spielte er kurzzeitig für den FC Sevilla. 1919 kehrte er jedoch in seine Heimat zurück und machte sich fortan beim neu gegründeten FC Valencia einen Namen. Auf der Webseite des Vereins, der damals noch nicht im Estadio Mestalla, sondern auf dem sogenannten Algirós-Platz in Cubells’ Geburtsviertel spielte, wird Cubells als der wahrscheinlich wichtigste Spieler in den Anfangsjahren des FC Valencia bezeichnet. Neben Antonio „Montes“ Montesinos, mit dem ihn – trotz bestehender Fanrivalitäten („Montistes“ und „Cubellistes“) – eine enge Freundschaft verband, war er einer der ersten Führungsspieler und schließlich eine der ersten Vereinslegenden des FC Valencia. Im Jahr 1925 wurde er zudem zum ersten Spieler des Klubs, der ein Spiel für die spanische Nationalmannschaft bestritt. Mit Valencia gewann er in den Jahren 1923, 1925, 1926 und 1927 die Regionalmeisterschaft von Valencia, 1923 und 1925 die Regionalmeisterschaft von Levante. Im Jahr 1928 beendete er seine aktive Karriere. Er blieb dem FC Valencia jedoch als Technischer Sekretär verbunden.

### Als Trainer
Zur Saison 1943/44 übernahm Cubells das Traineramt beim FC Valencia. Er gewann mit dem Verein umgehend die zweite spanische Meisterschaft der Vereinsgeschichte. Darüber hinaus zog er mit seiner Mannschaft 1944, 1945 und 1946 ins Finale des spanischen Pokals ein, ohne diesen jedoch gewinnen zu können. 1946 gab er den Trainerposten ab und wurde wieder Technischer Sekretär des Vereins. Im Jahr 1959 trat er gemeinsam mit dem Vereinspräsidenten Luis Casanova auch von diesem Posten zurück.

## Titel und Erfolge
Als Spieler:
- Campeonato Regional de Valencia: 1923, 1925, 1926, 1927
- Campeonato de Levante: 1923, 1925

Als Trainer:
- Spanischer Meister: 1944
- Finalist der Copa del Generalísimo: 1944, 1945, 1946